# 犢子部
犢子部（とくしぶ、梵: Vātsīputrīya, ヴァーツィープトリーヤ）は、釈迦の没後300年頃に分派した、部派仏教の一派である。上座部系の説一切有部から分派した。
この派は、輪廻の主体としての人格的主体である補特伽羅（ほとがら、梵: Pudgala, プドガラ）を、五蘊のほかに想定したことが特徴である。その理由は、生命とは五蘊の仮和合（けわごう）によって構成された仮の存在で実体を持たない（無我）という説と、人間が死んだ後に輪廻するという、二つの説を説明するためであると考えられる。
「主体が存在しない輪廻」の理解に苦しんだ後代の仏教徒が、無我説と輪廻説をつなぎ合わせるために、苦肉の策として、無自性である五蘊の他に、死後も存続する補特伽羅を想定した。この説は、輪廻に主体を想定するため、補特伽羅という名称で常住の主体（アートマン）を認めることになる。結果、常住論に陥るため、理論上、輪廻の解脱を語ることができなくなってしまう。

## 関係論文
- CiNii>犢子部
- INBUDS>犢子部